# Sankt Stefan am Walde
Sankt Stefan am Walde est une petite commune autrichienne du district de Rohrbach en Haute-Autriche. Sa population était de 820 habitants en 2011.

## Monuments
- Église Saint-Étienne (gothique tardif), chœur et sacristie du XVIe siècle

## Personnalités
- Jakob Pawanger (1680-1743), architecte